# Jean-Paul Goujon
Pour les articles homonymes, voir Goujon.
Jean-Paul Goujon est un critique littéraire français né en 1949[Où ?].

## Biographie
Professeur honoraire de littérature française à l'Université de Séville, « spécialiste des écrivains 1900 » et en particulier de Pierre Louÿs, il est notamment l'auteur de plusieurs biographies et anthologies.
Il a utilisé le pseudonyme « Jean Carlier ».

## Publications
- L'amitié de Pierre Louÿs et de Jean de Tinan, Pour les amis de Pierre Louÿs, 1977
- Renée Vivien à Mytilène, À l'Écart, 1978
- Renée Vivien, Œuvre poétique complète (1877-1909), Régine Deforges, 1986
- Tes blessures sont plus douces que leurs caresses. Vie de Renée Vivien, Régine Deforges, 1986
- Pierre Louÿs. Une vie secrète (1870-1925), Seghers, 1988
- Jean de Tinan, Plon, 1990
- Léon-Paul Fargue. Poète et piéton de Paris, Gallimard, 1997
- Dossier secret. Pierre Louÿs - Marie de Régnier, Christian Bourgois, 2002
- Mille lettres inédites de Pierre Louÿs à Georges Louis 1890-1917, Fayard, 2002
- Anthologie de la poésie érotique française, Fayard, 2004
- Ôte-moi d'un doute. L'énigme Corneille-Molière, avec Jean-Jacques Lefrère, Fayard, 2006
- Anthologie de la poésie érotique - Poèmes érotiques français du Moyen Age au XXe siècle, Points, 2008
- Anthologie de la poésie amoureuse française. Des trouvères à Apollinaire, Fayard, 2010
- Œuvre érotique de Pierre Louÿs, coll. Bouquins, éd. Robert Laffont,  2012  (ISBN 2-221-12747-1).

## Distinctions
- Prix de la biographie de l'Académie française en 1998 pour Léon-Paul Fargue. Poète et piéton de Paris[3]
- Prix Goncourt de la biographie en 2002 pour Pierre Louÿs. Une vie secrète (1870-1925)